# Гайленд Тауншип (округ Честер, Пенсільванія)
Гайленд Тауншип (англ. Highland Township) — селище (англ. township) в США, в окрузі Честер штату Пенсільванія. Населення — 1259 осіб (2020).

## Демографія
Згідно з переписом 2010 року, у селищі мешкали 1272 особи в 456 домогосподарствах у складі 348 родин. Було 489 помешкань
Расовий склад населення:
| - 90,3 % — білих - 4,2 % — чорних або афроамериканців - 0,3 % — азіатів - 0,2 % — корінних американців - 3,1 % — осіб інших рас |

До двох чи більше рас належало 1,9 %. Частка іспаномовних становила 8,7 % від усіх жителів.
За віковим діапазоном населення розподілялося таким чином: 26,4 % — особи молодші 18 років, 58,8 % — особи у віці 18—64 років, 14,8 % — особи у віці 65 років та старші. Медіана віку мешканця становила 41,1 року. На 100 осіб жіночої статі у селищі припадало 95,4 чоловіків;  на 100 жінок у віці від 18 років та старших — 90,6 чоловіків також старших 18 років.
Середній дохід на одне домашнє господарство  становив 86 366 доларів США (медіана — 70 089), а середній дохід на одну сім'ю — 87 856 доларів (медіана — 70 833). Медіана доходів становила 51 500 доларів для чоловіків та 42 321 долар для жінок. За межею бідності перебувало 4,5 % осіб, у тому числі 0,0 % дітей у віці до 18 років та 4,2 % осіб у віці 65 років та старших.
Цивільне працевлаштоване населення становило 697 осіб. Основні галузі зайнятості: освіта, охорона здоров'я та соціальна допомога — 26,3 %, сільське господарство, лісництво, риболовля — 14,6 %, роздрібна торгівля — 11,5 %, виробництво — 10,6 %.